# Johannes Antonius Vrugtman
Johannes Antonius Vrugtman (Zutphen, 4 februari 1823 – Zutphen, 27 oktober 1908) was een Nederlands (koor-)dirigent en zangpedagoog.
Hij was zoon van Hendrika Geertruida Meijnen en schoenmaker Engelbert Vrugtman. Hijzelf bleef ongetrouwd. Zijn verklaring van overlijden en Bericht van overlijden vermeldden geen echtgenote. Voor zijn werkzaamheden werd hij in 1875 door koning Willem III der Nederlanden benoemd tot ridder in de Orde van de Eikenkroon. Broer Jan Barend Vrugtman (1821-1874) was eveneens muziekmeester.
Hij werd opgeleid tot onderwijzer, haalde zijn akte en werd docent aan de dorpsschool in Warnsveld. Een promotie tot schoolhoofd aldaar wisselde hij in 1845 voor de functie van rentmeesterschap van het plaatselijk burgerweeshuis. Een jaar later trok hij naar Amsterdam en nam les bij Johannes Adrianus Tuijn (zang), Johan Albert van Eyken (piano en harmonieleer) en Abraham des Armorie van der Hoeven in voordracht. In Amsterdam maakte hij kennis met schrijvers zoals Jacob van Lennep, Hendrik Jan Schimmel, Willem Hofdijk en Abraham de Bull. 
In 1850 was hij terug in Zutphen, werd er zangleraar en leraar in welsprekendheid. Met name zijn voordrachten op congressen vielen in Nederland en België op. Hij won bij rederijkerswedstrijden in Antwerpen (1854) en Gent (1872) de eerste prijs. Tegelijkertijd stichtte hij het mannenkoor Wega (Zutphens Mannenkoor) en gemengd koor (Zanglust; in 1926 50 jaar). Tussen 1853 en 1889 was hij voorzitter van rederijkersvereniging Polyhymnia. Hij werd zangpedagoog bij de door hem opgerichte leerschool voor kinderen van gegoede burgers (Burgerzangschool). Hij was ook medeoprichter van de volkszangschool (zangschool van de Maatschappij tot Nut van 't Algemeen, pensioen in 1906) voor wie minder geld te besteden had. Het trok leerlingen aan van de brei- en naaischool, de stadsarmenschool en de derde tussenschool. De school vierde in 1951 haar honderdjarig bestaan. Hij stond rond 1900 te boek als groot promotor van de volkszang. Hij gaf voorts muziekles aan de rijksnormaalschool, had zitting in schoolcommissies. Hij was erelid van het Nederlands Onderwijzers Genootschap.
- Biografisch Portaal: 39080143
- Digitale Bibliotheek voor de Nederlandse Letteren: vrug002
- International Standard Name Identifier: 0000 0003 8893 5355
- Nederlandse Thesaurus van Auteursnamen: 070047987
- Virtual International Authority File: 282213496
- WorldCat: E39PCjv6qTpK6FjppYd8dBqXv3